# Сыновья Севера
Сыновья́ Се́вера (По́хьян По́ят, фин. Pohjan Pojat, эст. Põhja Pojad) — один из двух полков, составленных из финских добровольцев для участия в Эстонской освободительной войне (гражданской войне в России). Всего в военных действиях с января по март 1919 года в составе полка участвовало около 2200 финских добровольцев. Особо значительную роль финские добровольцы сыграли на Южном фронте Эстонской освободительной войны в известном сражение при Паю 31 января 1919 года, когда победу над «красными» эстонским солдатам удалось одержать только благодаря поддержке «сыновей», а также при освобождении от «красных» города Валга. Две недели «Сыновья Севера» участвовали в сражениях в Печорском уезде. Полк постоянно испытывал проблемы со снаряжением и финансами, что подорвало его боеспособность. В конце марта 1919 года дальнейшее участие «Сыновей Севера» в военных действиях в Эстонии было сочтено бесполезным, и бо́льшая часть полка покинула фронт. 29 мая 1919 года был отдал приказ о расформировании полка, окончательно он был расформирован в начале июня 1919 года.

## Формирование полка

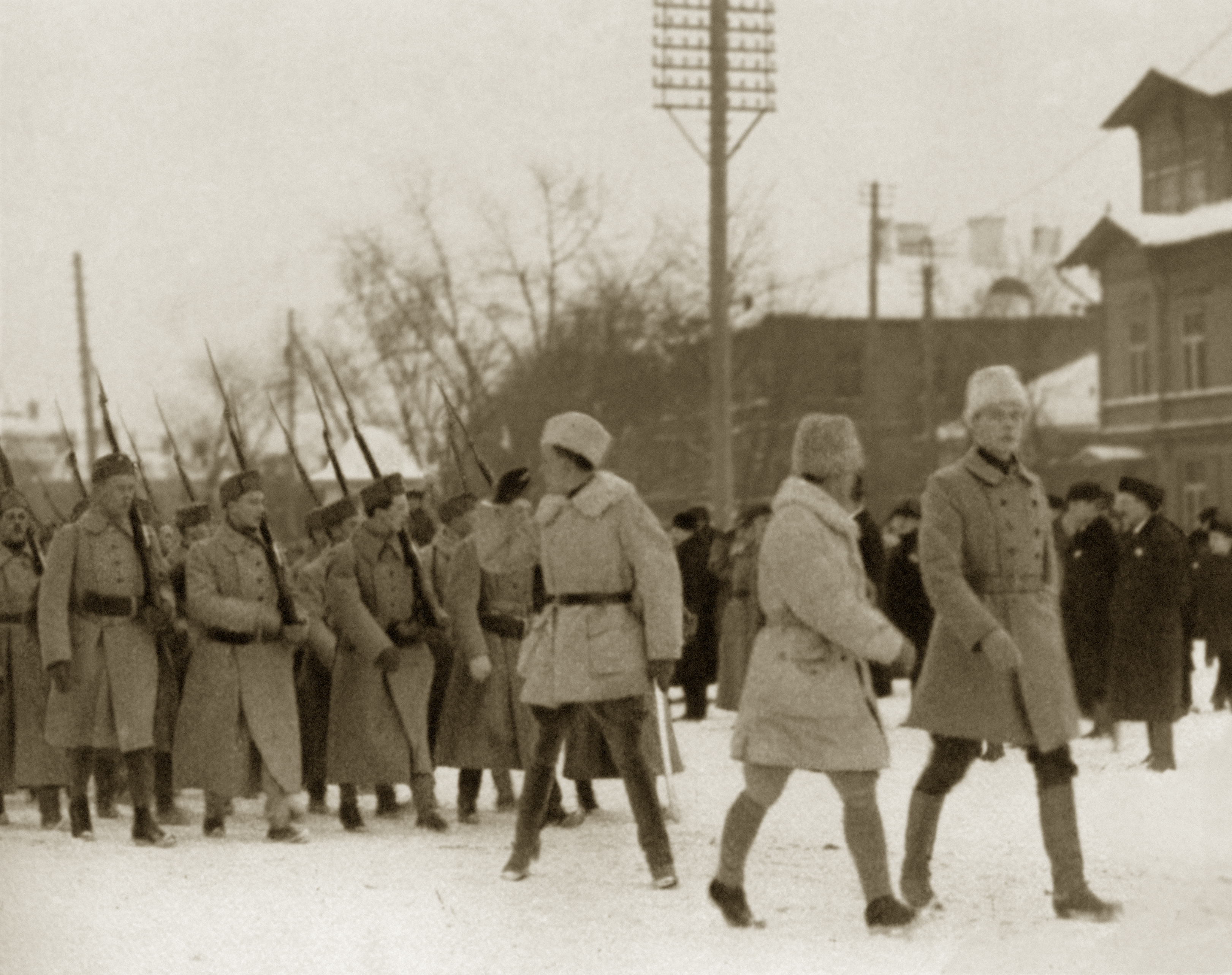
Финские добровольцы (отряд Экстрёма) прибывают в Таллин, декабрь 1918 года

28 ноября 1918 года под Нарвой начались военные действия, в эстонской историографии позже названные Эстонской освободительной войной. После первых боёв с Красной армией Временному правительству Эстонии стало очевидно, что недавно созданный Союз обороны Эстонии не в состоянии защитить государство от внешнего вторжения и было принято решение о создании полноценной армии из добровольцев. На первом этапе из планируемых 25 тысяч человек удалось организовать лишь две тысячи. Поэтому Временное правительство запросило помощи у Финляндии. Исполняющий обязанности главы правительства Финляндии Пер Эвинд Свинхувуд откликнулся на просьбу Эстонии и обеспечил Эстонии заём в размере 10 миллионов финских марок, позже была выделена дополнительная финансовая помощь.
В декабре 1918 года Красная армия продолжила быстрое продвижение вглубь Эстонии. Один за другим были захвачены города Йыхви, Кунда, Раквере, Тапа в северной Эстонии и Выру, Валга, Тарту, Тырва в южной Эстонии. В начале января 1919 года Красная армия находилась менее чем в 40 километрах от Таллина.
20 декабря 1918 года в Хельсинки был основан Финский комитет помощи Эстонии. Между ним и Временным правительством Эстонии был заключён договор о создании добровольческого военного отряда из финских граждан численностью 2000 человек, в который нельзя было принимать лиц, состоящих на действительной военной службе.
Был сформирован 1-й Финский свободный корпус под командованием майора Мартина Экстрёма, шведского политика и военного, служившего в шведской, финской, немецкой и персидской армиях, и полк «Сыновья Севера» под командованием подполковника Ханса Кальма (1889—1981), эстонца по национальности и рождению, бывшего капитана Российской императорской армии, героя гражданской войны в Финляндии, неоднозначной личности, прославившейся своим упорством, жестокостью и безумными планами захватить Петроград. В изданной после Второй мировой войны книге воспоминаний «Во времена создания Латвийского государства» бывший в те годы полномочным представителем Министерства снабжения в Северной Видземе Хуго Лацис (Hugo Lācis) писал, что среди финнов-добровольцев были и 14—15-летние подростки, «не отстававшие в боях от своих старших братьев». 

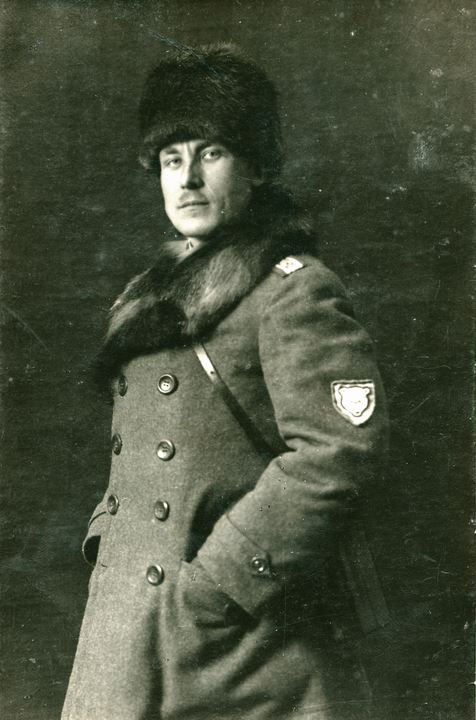
Ханс Кальм, 1919 год

Командиром 1-го батальона «Сыновей Севера» был назначен лейтенант Эркки Ханнула (Erkki Hannula), командиром 2-го батальона — капитан Густав Свинхувуд (Gustav Svinhufvud), начальником штаба — капитан Элья Рихтниеми (Elja Rihtniemi). Свой первый приказ подполковник Ханс Кальм отдал 7 января 1919 года.
Отряд Экстрёма сражался на Вируском фронте, «Сыновья Севера» — на Южном фронте. С 25 января 1919 года до начала марта командующим Южным фронтом и руководителем финских добровольцев был генерал Мартин Ветцер.
С первых же дней своего создания у полка были проблемы с обеспечением снаряжением и финансами, из-за чего 1-й батальон вместе с отделением связи смог прибыть в Таллин только 12 января 1919 года. Эстонское государственное руководство, в частности главнокомандующий эстонской армией полковник Йохан Лайдонер и премьер-министр Константин Пятс выступили перед солдатами с патриотическими речами. В последующие дни продолжилась переброска снаряжения и личного состава через Финский залив. Во время вечерних увольнительных у воинов полка была возможность познакомиться с Таллином, ночная жизнь которого отличалась от домашних вечеров многих добровольцев. Был доступен дешёвый алкоголь и «свободные» женщины, начались пьяные ссоры, и после пяти дней пребывания в Таллине по приказу генерала Ветцера полк был переброшен в город Тапа, который ранее уже был захвачен эстонскими войсками.

### Обращение Ханса Кальма
Выдержка из обращения Ханса Кальма, опубликованного 23 декабря 1918 года в Финляндии:

«Мужчины! Враг снова атакует! Человечество и справедливость в опасности! На этот раз противник не будет атаковать побережье Пяйянне, но, однако, это не менее опасно. Тот же враг, которого мы вместе победили прошлой зимой, теперь угрожает уничтожить братский народ Эстонии, мою родину. Эффект победы достигнет и Финляндии, если мы её одержим. Прошлой зимой мне посчастливилось сражаться с вами за вашу Родину, за мой родной народ. Спрашиваю вас: хотите ли вы теперь воевать за мою Родину, за свой родной народ, который сейчас в опасности?».

## Символика и форма

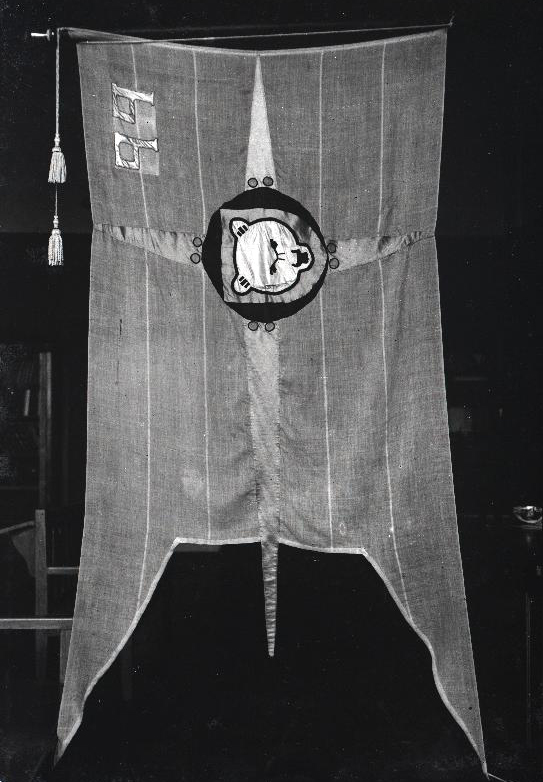
Флаг полка «Сыновья Севера» (фотоархив Военного музея Эстонии)

Название полка отсылает к строке из стихотворения «Военный марш» Августа Оксанена: «Hakka päälle pohjan poika …». В качестве эмблемы полка была выбрана размещённая в центре синего щита голова белого медведя. На флаге полка была изображена голова белого медведя на фоне клиновидного военного флага Финляндии с синим крестом.
Флаг освятил 11 января 1919 года в Хельсинки, во дворе казармы Уусимаа, учитель Мартти Пихкала (Martti Pihkala). Символику разработал финский художник Йозеф Аланен.
Форма «сыновей» состояла из сине-серой шинели с нашитой эмблемой на рукаве, меховой шапки на голове и характерного «финского ножа» на поясе. Их сёстры милосердия были одеты так же и тоже носили на поясе нож, единственным их отличием от мужчин была юбка вместо брюк.

## Численность полка
Среди вошедших в полк добровольцев были крестьяне, горожане, бывшие егеря, ставшие офицерами и вышедшие в резерв (в годы Первой мировой войны они воевали в Семигалии). По воспоминаниям Ханса Кальма, были в полку и дворяне, и авантюристы; кого-то из них манили обещанные деньги, кого-то — заморская страна.
27 января полк в составе двух пехотных батальонов, артиллерийского дивизиона трёхбатарейного состава, информационного, кавалерийского и лыжного отделений выступил в сторону Тарту. Чуть позже был сформирован полковой оркестр.
По данным финского историка Юсси Ниинистё, приведённым в его книге «Heimosotien historia 1918—1922» («История финских братских войн 1918—1922»), к концу января в составе полка насчитывалось 54 офицера, 272 унтер-офицера, 1788 солдат и 223 лошади.
По данным Ханса Кальма, по состоянию на 10 февраля 1919 года в полку было 2128 добровольцев: 56 офицеров, 278 унтер-офицеров и 1794 солдата.
По данным «Общества Сыновей Севера», опубликованным в 1936 году, в полку служили 2294 добровольца.

## Участие в военных действиях
В результате проведённой мобилизации к 5 января 1919 года эстонская армия насчитывала 14 000 человек и стала готовиться к наступлению. Основными противниками на Южном фронте были латышские «красные стрелки». 30 января полк прибыл в Сангасте. Сражение при мызе Паю, произошедшее 31 января, было выиграно благодаря кровавой рукопашной схватке 1-го батальона «сыновей» с бойцами 3-го батальона 7-го стрелкового полка Советской Латвии.
2-й батальон «Сыновей Севера» продвигался в сторону Выру. 1 февраля без ответного сопротивления был захвачен город Валга. Совместно с эстонской армией были освобождены Выру и Печоры. В середине февраля «Сыновья Севера» начали наступление из Валга через Койккюла и Тахева на Мариенбург. Город был завоёван 21 февраля 1919 года в результате трёхчасового боя. Потери «Северных Сыновей» составили 40 человек, потери «красных» — около 300 человек. Эстонские бронепоезда прибыли в Мариенбург 22 февраля, и Таллинский охранный батальон занял позиции финских добровольцев. Кальм получил поздравительную телеграмму от Ветцера, в которой тот, однако, приказал Кальму не продолжать военные действия. 24 февраля в Мариенбурге прошел праздничный парад, 25 февраля полк покинул город и вернулся в Валга 26 февраля. Победы «сыновей», однако, омрачались грабежами мирного населения, и прежде всего — евреев и латышей (позже эти действия были подвергнуты критике Финским комитетом помощи), пьянством и случаями казней невинных людей. Полк испытывал проблемы с обмундированием и выплатой денежного довольствия. Латвийское население относилось к воинам полка враждебно.
В начале марта 1919 года из штаба полка поступило несколько заявлений об отставке от нескольких офицеров, унтер-офицеров и личного состава. Около 200 воинов полка заболели из-за ненадлежащей экипировки и плохой обуви. Обязательства добровольцев считались бы выполненными в случае освобождения территории Эстонии от «красных», но этого в запланированные сроки не произошло, и боевой дух полка начал падать.
В середине марта 1919 года полк снова выступил из Валга и 14 марта завоевал Вастселийна.
«Сыновья Севера» также участвовали в сражениях в Печорском уезде с середины марта и до конца месяца. Первоначально этот регион был заселен финно-угорским народом сету, но позже стал объектом сильной русификации, и по этой причине финнам временами казалось, что они больше воюют в России, чем в Эстонии. Бои носили в основном позиционный характер, и небольшие деревни и поместья во время боёв несколько раз переходили из рук в руки. Усталость, напряжение, голод, холод и нехватка резервов подорвали боеспособность финских войск. Дальнейшее участие в военных действиях было сочтено бесполезным. 29 марта 1919 года полк «Сыновья Севера» покинул фронт. Только артиллерийская батарея ещё участвовала в военных действиях на территории Латвии у села Эргеме в апреле того же года. В апреле—мае 1919 года большая часть полка была переведена в Финляндию. 29 мая 1919 года Кальм отдал приказ о расформировании полка. Окончательно полк был расформирован в начале июня 1919 года.

## Боевые потери
По данным Ханса Кальма, в ходе военных действий погибли 99 бойцов полка и получили ранения 214 бойцов; данные «Общества Сыновей Севера» несколько другие: соответственно 113 и 231.
По данным Юсси Ниинистё, число погибших «Сыновей Севера» составило 116 человек или около 4 % от общей численности полка. При этом процент боевых потерь у «сыновей» был в 2 раза выше, чем у отряда Экстрёма.
«Сыновья Севера», павшие в Эстонской освободительной войне и захороненные в братской могиле парка Старой церкви в Хельсинки:

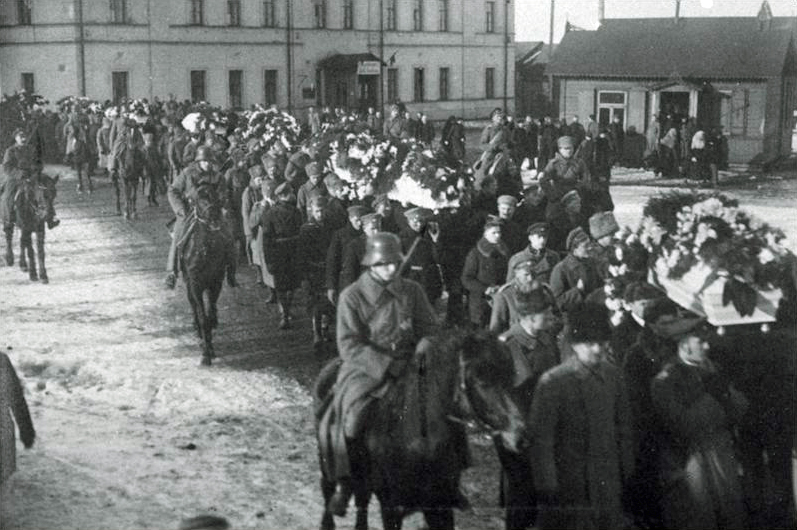
Отправка павших в боях солдат полка «Сыновья Севера» на родину. Траурная процессия в Таллинском порту, 13 февраля 1919

- Оскари Ахокас (Oskari Ahokas), подённый работник из Элисенваара
- Фредрик Валло (Fredrik Vallo), рабочий из Алаторнио[фин.]
- Антти Валтонен (Antti Valtonen), декоратор из Выборга
- Йохан Грёнваль (Johan Grönvall), плотник из Перхо
- Эйно Йоэнсуу (Eino Joensuu), сын домовладельца из Икаалинена
- Калле Кеттунен (Kalle Kettunen), школьник из Миккели
- Вильо Кортесмаа (Viljo Kortesmaa), чернорабочий из Лапуа
- Антти Кярня (Antti Kärnä), писарь из Юлистаро[фин.]
- Калле Лаака (Kalle Laaka) из Рованиеми
- Юрьё Лаурикайнен (Yrjö Laurikainen), старшеклассник из Пюхяселькя (бывшая волость, ныне часть Йоэнсуу)
- Оскари Пиетиляйнен (Oskari Pietiläinen), лесничий из Рованиеми
- Мартил Саарикангас (Martil Saarikangas), бухгалтер из Хельсинки
- Ниило Сало (Niilo Salo), студент из Вааса
- Торстен Силва (Torsten Silva) из Тампере
- Отто Снеллман (Otto Snellman), разнорабочий из Мултиа
- Вилле Хааянен (Ville Haajanen), чернорабочий из Уусикиркко
- Юрьё Хяюха (Yrjö Häyhä), рабочий из Выборга

## Признание заслуг
Из состава полка «Сыновья Севера» удостоились эстонского ордена «Крест Свободы» около 300 человек; высшую награду Латвии — военный орден Лачплесиса — получили 13 воинов, в их числе генерал Ветцер. Ханс Кальм получил звание полковника и был награждён орденом Лачплесиса III степени (вернувшись в Финляндию, он раскаялся в совершённых ранее убийствах мирного населения, раненых красноармейцев и медперсонала и посвятил себя медицине; 10 лет жил в США, затем до конца жизни — в Финляндии).
В январе 2019 года у мемориала битве при Паю состоялся торжественный митинг, посвящённый 100-летию битвы, в котором приняли участие министр обороны Финляндии Юсси Ниинистё и министр обороны Эстонии Юри Луйк. Свою речь на митинге Ниийнистё начал со слов из обращения Ханса Кальма к мужчинам Финляндии, опубликованного 23 декабря 1918 года.

## Увековечение памяти
- Памятный камень «Сыновьям Севера» в парке мызы Паю, уезд Валгамаа[17];
- памятник на братской могиле в парке Старой церкви в Хельсинки, где из 31 захороненного 17 человек воевали в рядах «Сыновей Севера»[2];
- мемориальная доска на стене Яановской церкви в городе Валга. Была установлена в 1934 году и открыта государственным старостой Константином Пятсом; разрушена в годы советской власти и вновь открыта в 1999 году[18];
- мемориальная доска на стене церкви Вастселийна[2];
- мемориальные доски в Алуксне и в деревне Бея, Латвия[11];
- мемориальная доска на здании Военного музея Финляндии[2].

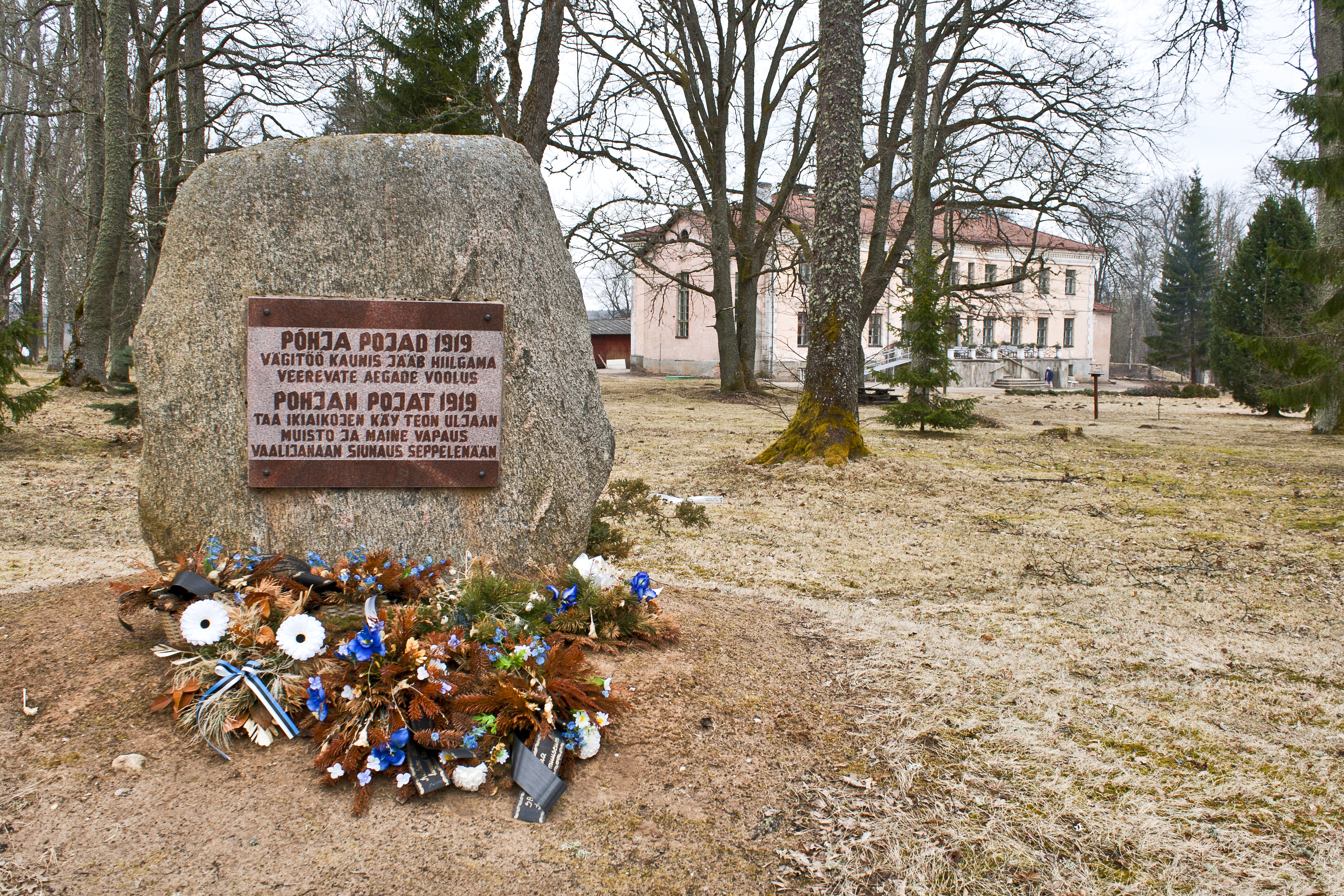
Памятник «Сыновьям Севера» в Валгамаа
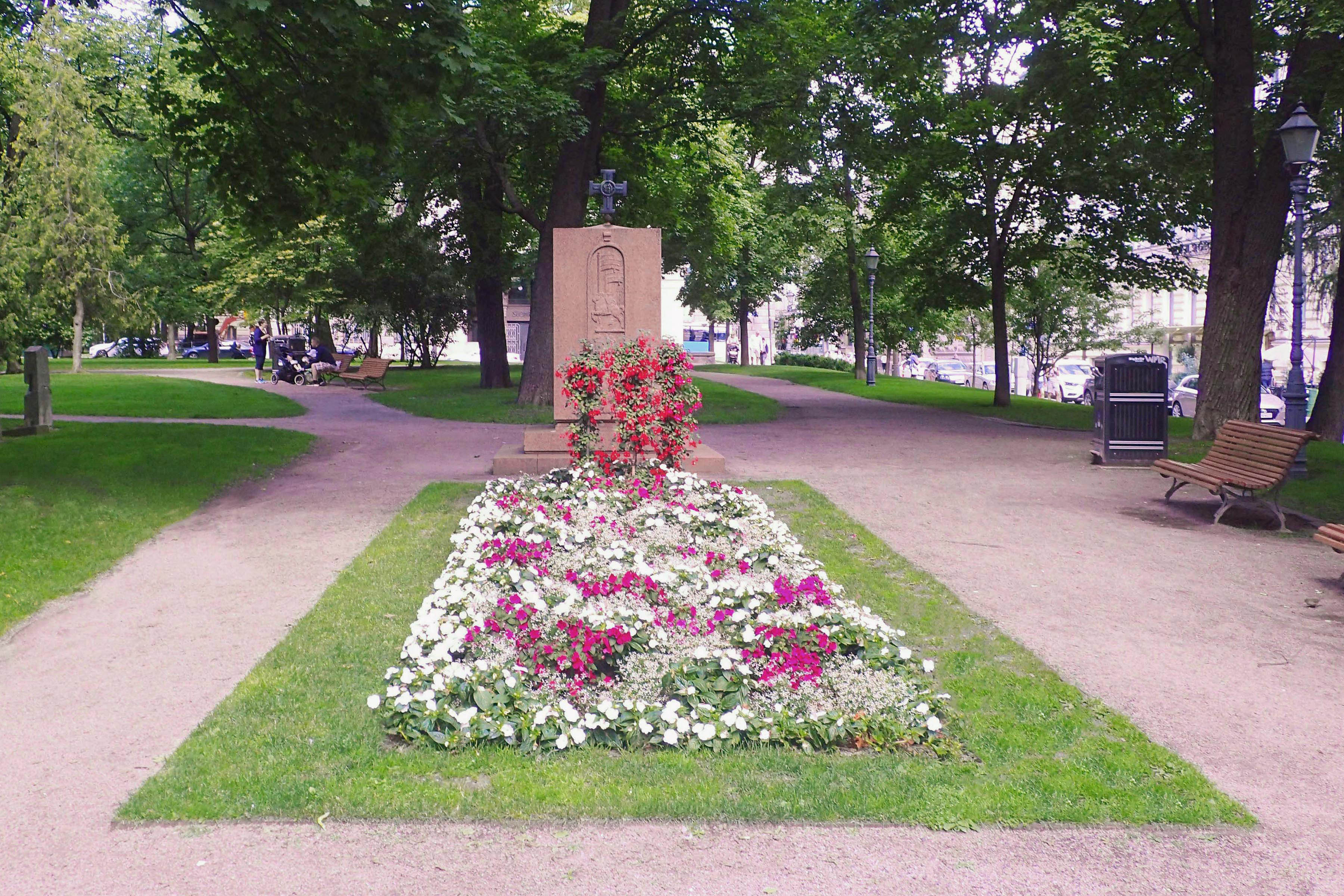
Памятник на братской могиле в Хельсинки
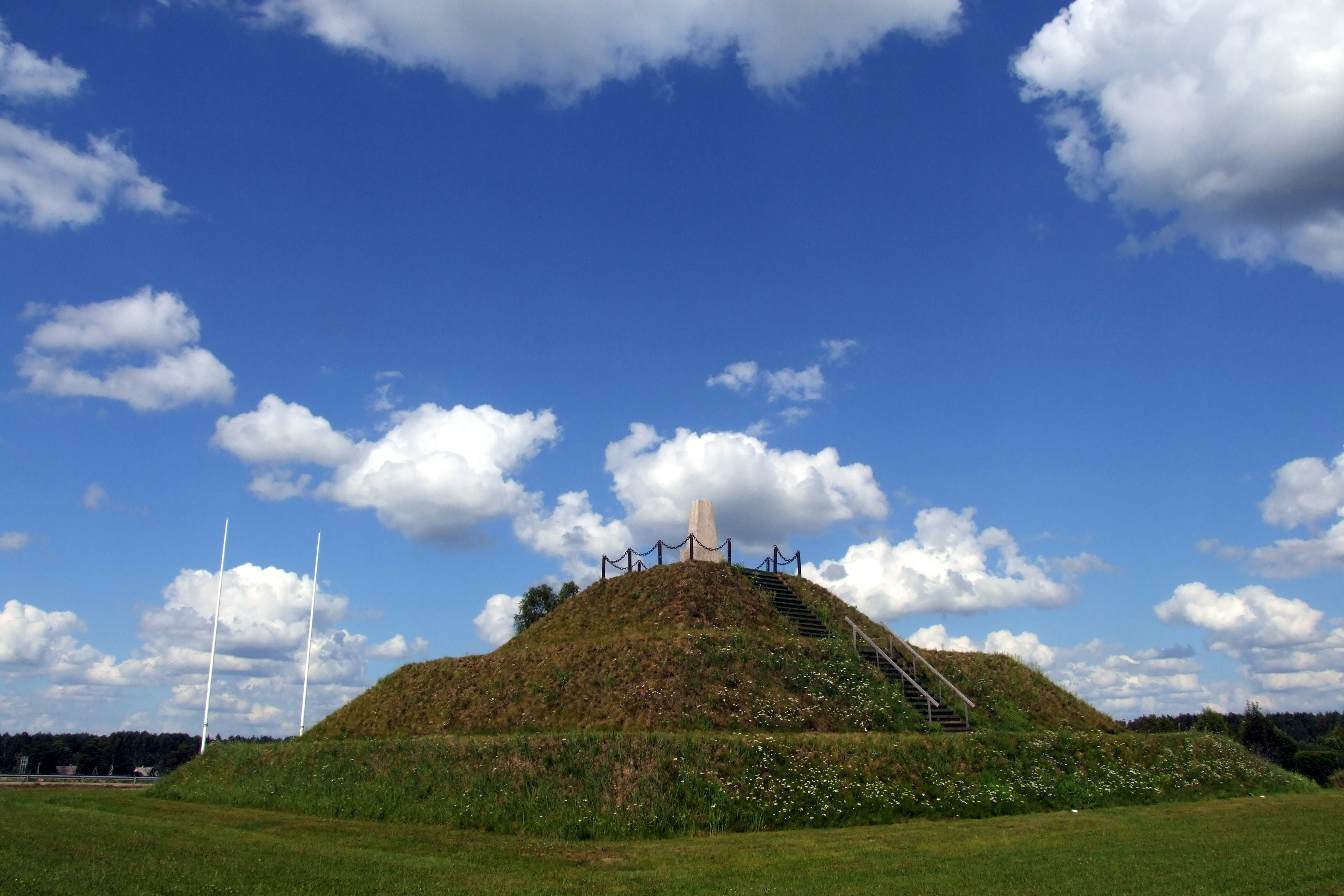
Монумент битве при Паю
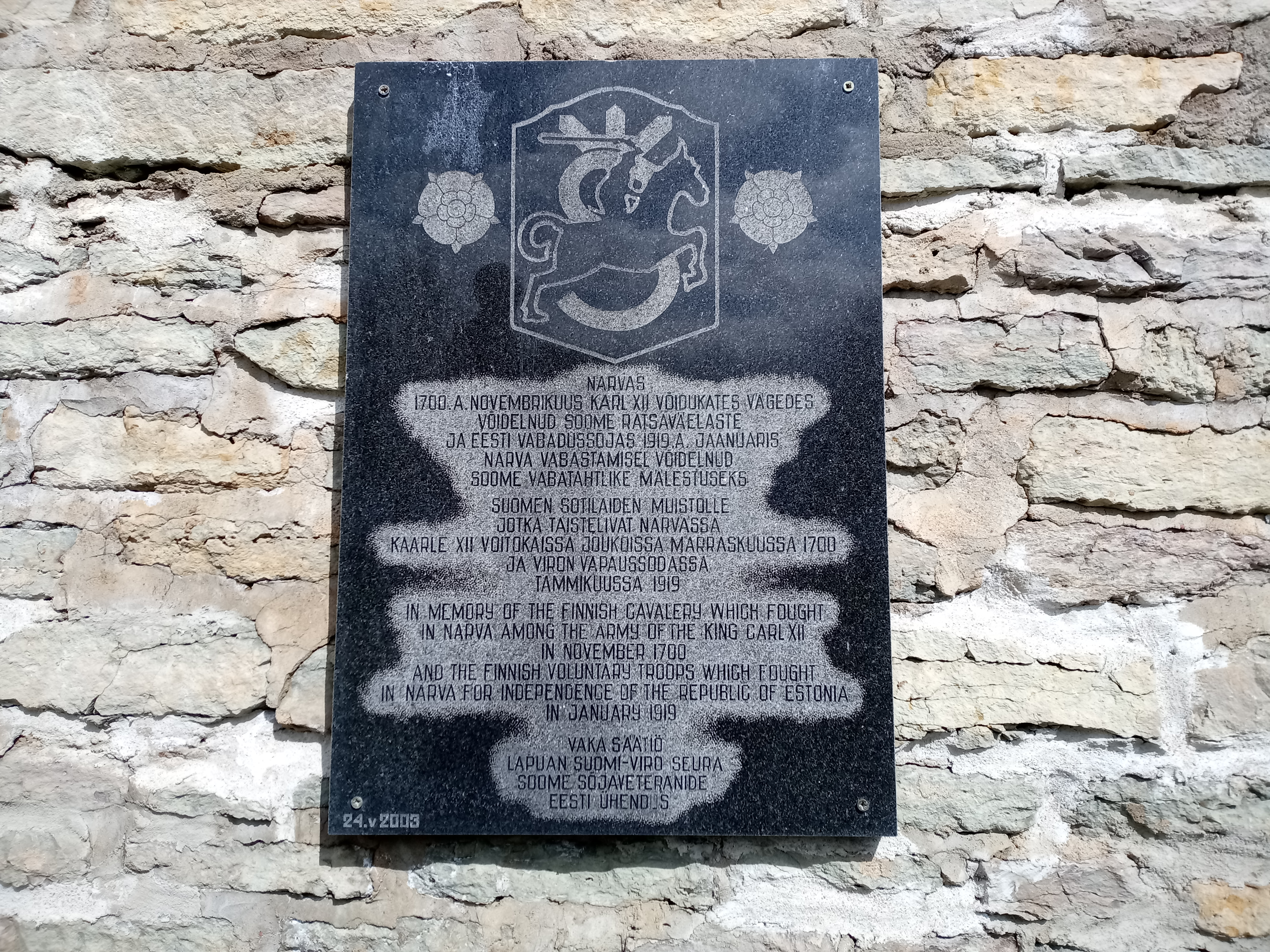
Мемориальная доска финским добровольцам, сражавшимся против русских за Нарву в 1700 и 1919 годах, в Нарвском замке
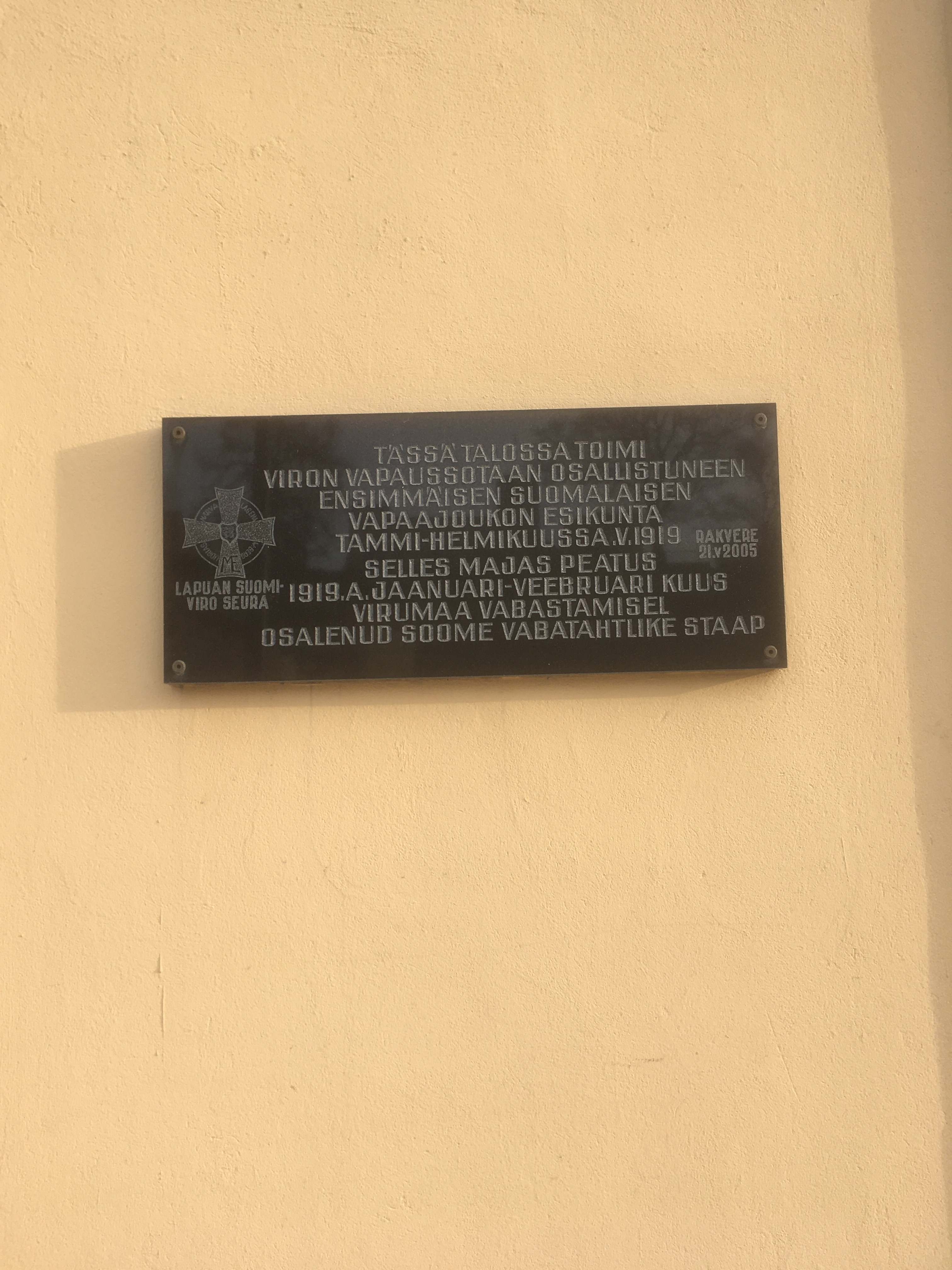
Мемориальная доска штабу финских добровольцев, работавшему в январе-феврале 1919 года, на доме в Раквере

## Галерея

Полк «Сыновья Севера»
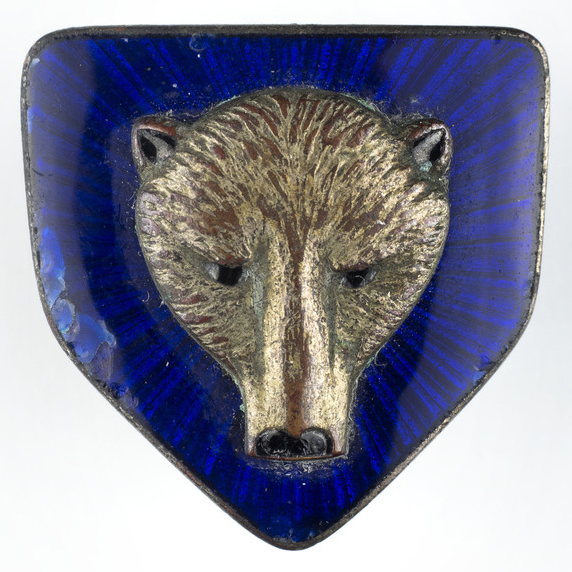
Нагрудный значок (Вильяндиский музей)
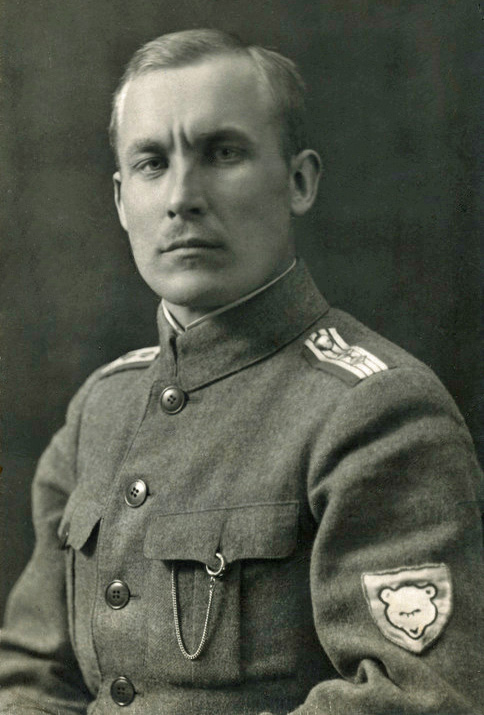
Командующий полком Ханс Кальм
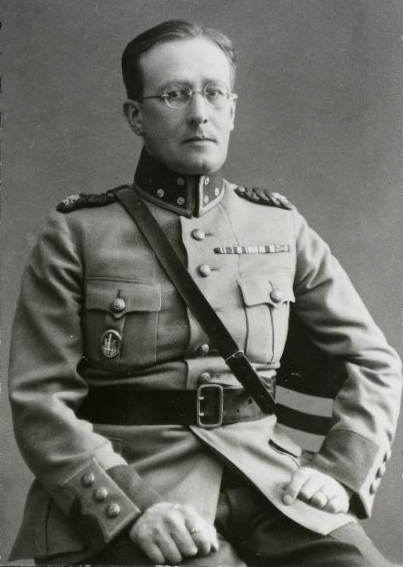
Командир 1-го батальона полка Эркки Ханнула
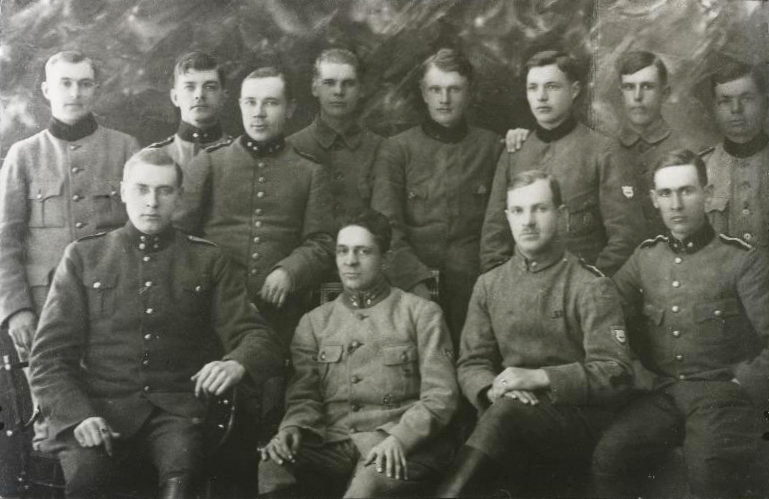
Офицеры 1-й батареи артиллерийского дивизиона полка
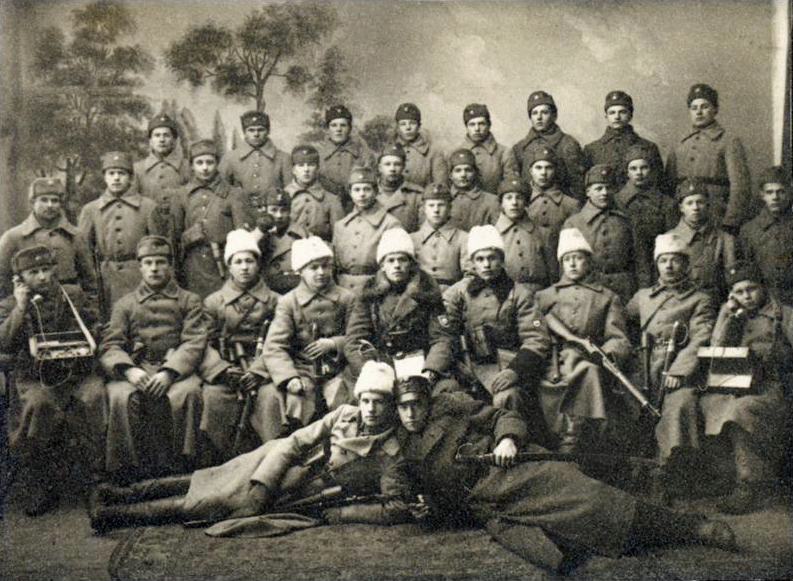
Отряд полка
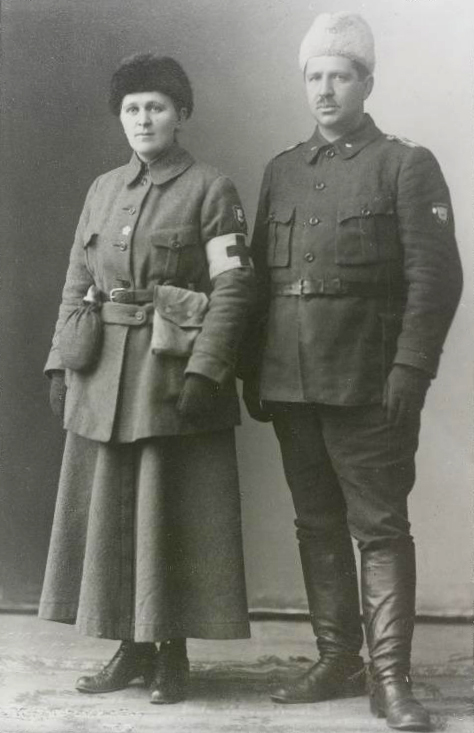
Медсестра Валгаского лазарета и интендант полка
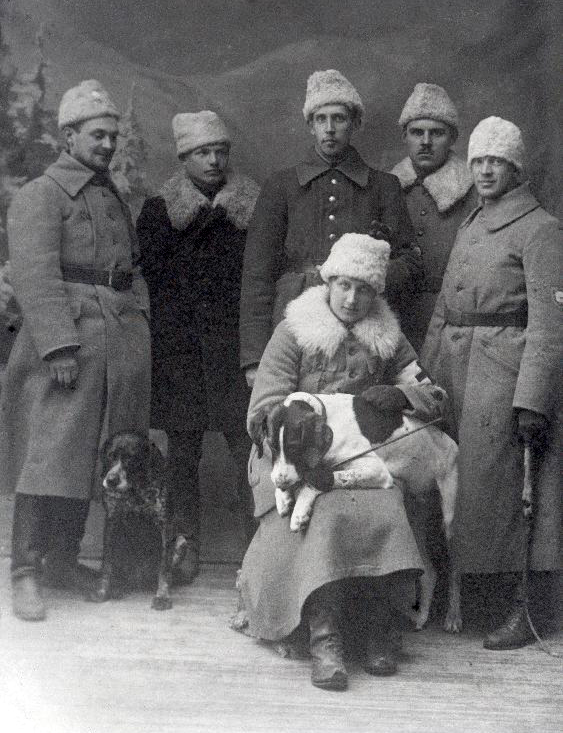
Солдаты артиллерийского дивизиона и сестра милосердия
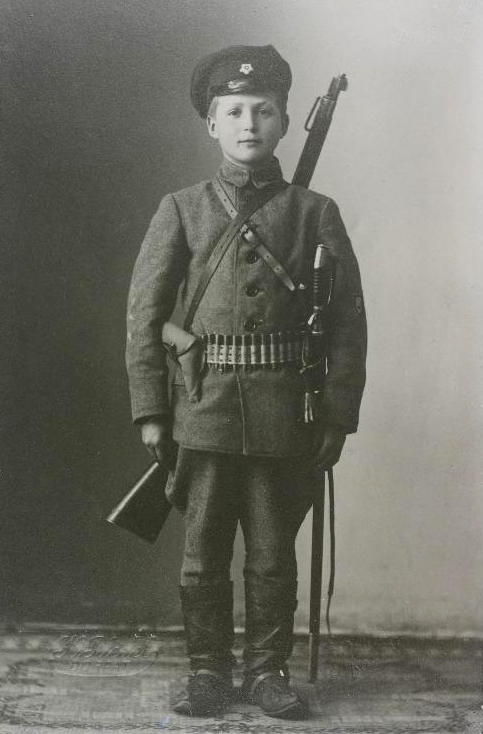
Мальчик-солдат полка, пехотинец
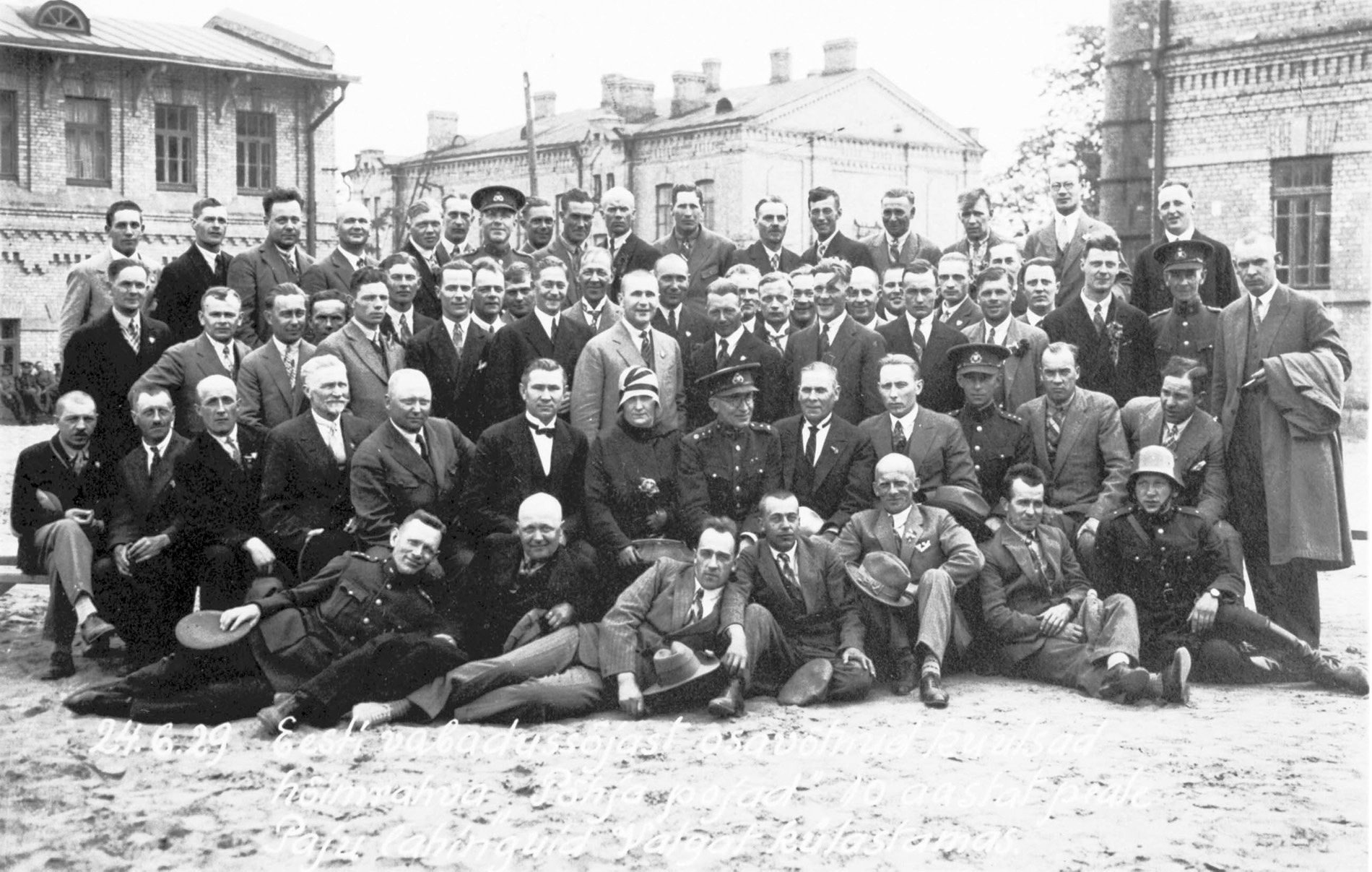
Сбор бывших военнослужащих полка в 1929 году
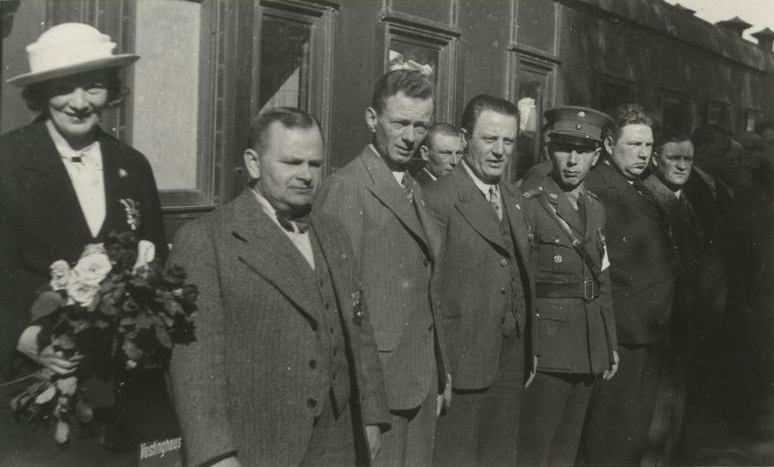
Военнослужащие полка на экскурсии в Таллине в июне 1936 года

## Литература

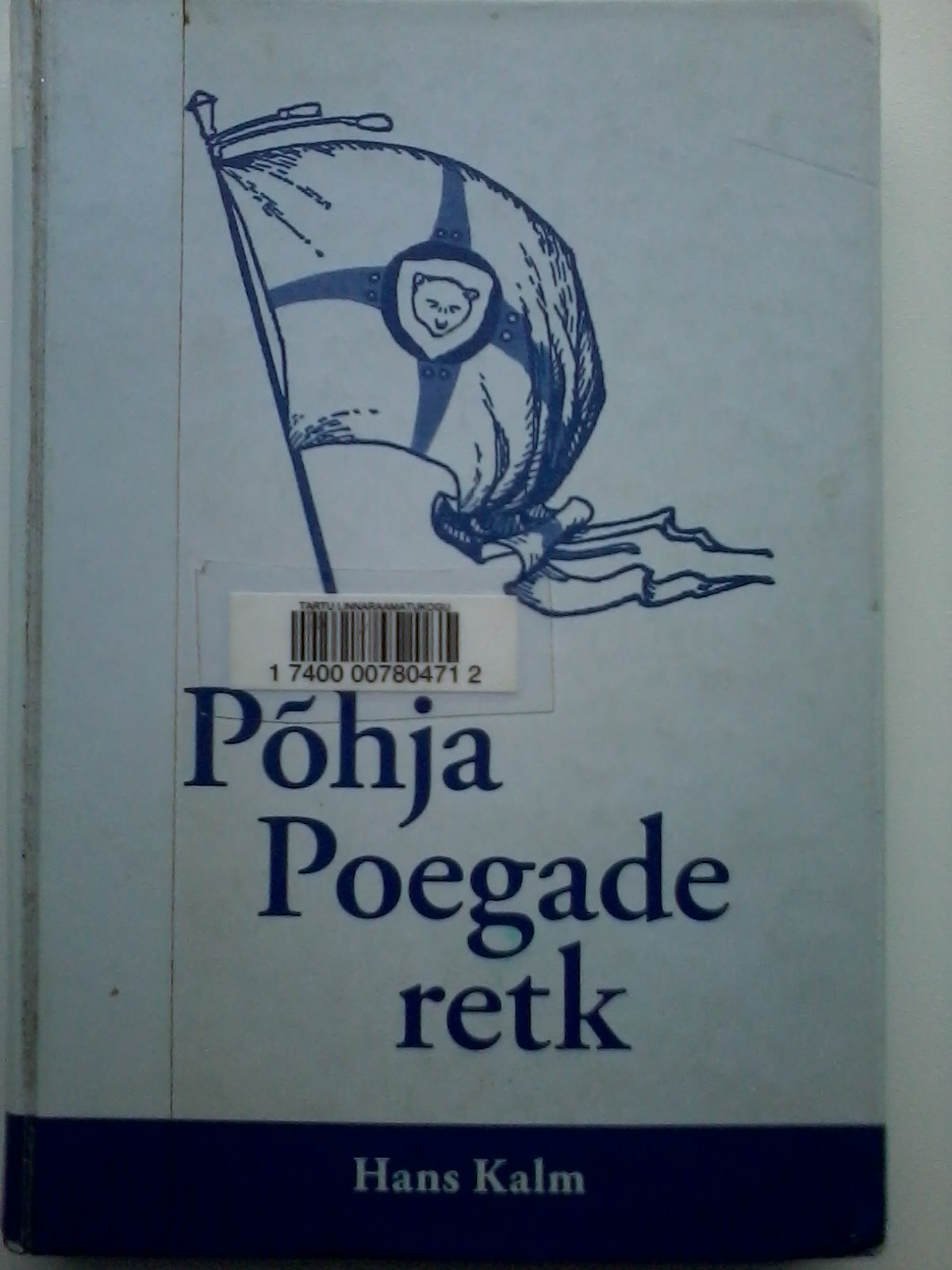
Книга Ханса Кальма «Поход Сыновей Севера» (2008)

## Комментарии
1. ↑  Эстонские топонимы, оканчивающиеся на -а, не склоняются и не имеют женского рода (исключение — Нарва)[3].